# 芭比系列動畫電影
芭比系列动画电影（英語：Barbie）是以芭比娃娃为主角的系列动画电影。芭比娃娃是美国美泰玩具公司生产的一种时尚娃娃。从2002年到2017年，这些動畫电影在美國尼克儿童频道定期播出。自2017年以来，這些電影已经可以在串流媒体平台上獲取。
该系列电影始于2001年推出的《芭比與胡桃鉗的夢幻之旅》，該片结合了當時环球影业最先进的CGI电脑动画技术制作而成，改变了芭比娃娃作为玩具静止不动的样子，正式进军影坛。在第2年，该系列电影的第2部作品《長髮公主芭比》在尼克儿童频道上首次亮相，由芭比飾演長髮公主。在接下来的15年里，芭比系列电影主要以發行DVD的方式推向市場，同時還在尼克儿童频道的电视特别节目上播出。2017年發行的第35部电影《芭比電玩英雄》标志着该系列电影最后一次在电视上播出。從第36部电影《芭比之海豚魔法奇遇记》開始，登陸Netflix線上放映。
芭比系列电影的故事有改編自名著的，也有原創的，都是围绕着芭比这个独特的CGI動畫主角而展开，并且经常将芭比娃娃塑造成一个向她的姐妹或年轻朋友讲述奇幻故事的现代女孩，然後又由芭比娃娃來扮演故事中的公主、仙子、美人魚或者是歌星。電影風格也多種多樣，有童話題材、時尚題材、奇幻題材、日常生活題材等，其中也有包含了音乐剧或芭蕾舞等艺术形式的電影。自上世纪90年代以来，由于网络和数字媒体的兴起，该品牌的销量和人气一直在逐漸下滑，而制作这些电影的目的就是为了重振芭比这一品牌。研究芭比电影与其他公主故事不同之处的学者们得出结论，美泰有意通过电影中的故事叙述来纠正其基于女性主义批评的品牌形象。
到2007年，该系列的前十部电影在全球售出了4000万张DVD和VHS，总销售额超过7亿美元。截至2013年，该系列电影的DVD在全球的销量已超过1.1亿张。
继动画电影后播出了三部電視系列短篇，分别是《芭比之梦想豪宅》、《芭比播客》与《芭比梦幻屋冒险旅程》（《芭比播客》至今仍在YouTube网站芭比频道上更新）。

## 創作起源
芭比娃娃在玩具市场上的人气在20世纪90年代开始逐漸下滑，当MGA娱乐公司推出一系列贝兹娃娃时，情况进一步恶化。这些贝兹娃娃的性感形象与芭比娃娃年长、纯洁的形象形成鲜明对比。因此，美泰公司试图彻底改革芭比品牌，通过聘请顾问专门对关键市场群体进行了研究，使芭比品牌玩具与现代消费者保持关联性。美泰公司的顾问最初曾考虑缩小芭比的胸部尺寸，但后来声称芭比的体型无法改变，因为“身材一直是她最大的优势之一”，这一举动可能也会因为美泰的竞争对手—性感贝兹娃娃的成功而被遭到市場的淘汰。美泰团队还考虑通过引入医生或律师來引导职业女性及其女儿，讓她們继续成為芭比系列的市場受众者。然而，美泰公司的研究表明，女孩花在网上的时间比玩实体娃娃的时间更多。因此，原定的芭比娃娃商业计划被抛弃，转而通过网络或数字媒体寻找更多的互动平台。
这导致了芭比系列电影的诞生，他们最初把芭比重新塑造成一个公主，最终扩展到各种时尚和奇幻世界。这种策略的一个主要好处是可以围绕着市场营销来开发产业链，因为美泰公司可以發售每部电影特定的芭比公主玩偶娃娃，還把与电影相關的道具、服装、布景給商品化來销售。负责营销的美泰公司高级副总裁蒂姆·基尔平（Tim Kilpin）说：“你现在看到的是由内容和故事主导的几个不同的芭比世界。一个女孩可以理解芭比所扮演的角色，其他角色在做什么，以及它们之间的关系。这是一个更丰富的故事层次，从而导致更丰富的游戏层次。”事实证明这一战略发挥了作用，以“公主系列”为主导的美国芭比娃娃销量在2006年增长了2%，在美泰玩具全球市场份额下降之际挽救了公司的利润。在电影中，美泰公司还聘请了一些著名公司和管弦乐队来担任演出，如伦敦交响乐团、捷克爱乐乐团和纽约市芭蕾舞团。这些关联团体也是可以代表美泰公司的营销团队，作为一种强化策略，帮助这些动画电影使观众受益，被视为具有教育意义的影片。

## 芭比系列電影
美泰公司与加拿大動畫製作公司Mainframe Studios（当时的名稱叫Mainframe Entertainment或者是Rainmaker Entertainment、Rainmaker Animation）合作，制作了第一部长篇動畫电影《芭比與胡桃鉗的夢幻之旅》，该片根据E·T·A·霍夫曼的经典故事《胡桃夹子与老鼠王》和柴可夫斯基的芭蕾舞劇《胡桃夹子》改编，于2001年正式发行。Mainframe動畫製作公司继续制作该系列的未来电影，除了一部于2006年由Curious Pictures制作的《芭比之奇幻日记》。前十年的大多數電影主要是由經典名著改编的，其中包括格林兄弟的童话故事《長髮姑娘》和《十二個跳舞的公主》、柴可夫斯基的芭蕾舞剧《天鹅湖》、查尔斯·狄更斯的兒童小說《聖誕頌歌》、汉斯·克里斯蒂安·安徒生的《拇指姑娘》以及大仲马的《三劍客》。由于2004年的电影《真假公主芭比》（根据马克·吐温的著名小说《王子與乞丐》改编）大受欢迎，於是在2012年推出了翻拍版《芭比明星公主》，均是以公主互換身份為題材。然而《芭比明星公主》又启发了两部更為现代化的电影：一部是2015年推出的《芭比之搖滾公主訓練營》，另一部是2020年推出的《芭比公主历险记》。
2005年的《芭比之夢幻仙境》是作为该系列的第一部原创电影而制作發行，而该原創電影又衍生出了两部续集《芭比之夢幻仙境 美人魚芭比》（2006年）和《芭比夢幻仙境之魔法彩虹》（2007年），從而组成夢幻仙境系列电影。于是夢幻仙境三部曲又衍生出两部全新的原创电影，2008年的《蝴蝶仙子芭比》和2013年的《芭比之蝴蝶仙子和精靈公主》。由于前三部芭比系列电影的成功，导致该系列又继续采用以公主为主题的阵容，继《芭比之夢幻仙境》之后，又在同年发行了第二部原创电影《芭比與魔幻飛馬之旅》。
从2010年发行的《芭比之美人魚歷險記》开始，该系列电影从经典的公主故事转向了更为现代化的主题，如时尚、音乐、萌宠以及围绕芭比的家庭和事业的故事。2017年，该系列在《芭比之海豚魔法奇遇记》之后中断，并于2020年以“特别版”的形式回归，推出动画歌舞剧电影《芭比公主历险记》。
以下是芭比系列动画电影的发行列表。译名显示以台湾国语版为主，查看不同地区的译名可自行繁简转换。
| #  | 發行年 | 電影標題                                                                 |
| -- | ------ | ------------------------------------------------------------------------ |
| 1  | 2001   | 芭比與胡桃鉗的夢幻之旅 Barbie in The Nutcracker                          |
| 2  | 2002   | 長髮公主芭比 Barbie as Rapunzel                                          |
| 3  | 2003   | 天鵝湖公主芭比 Barbie of Swan Lake                                       |
| 4  | 2004   | 真假公主芭比 Barbie as The Princess and the Pauper                       |
| 5  | 2005   | 芭比之夢幻仙境 Barbie Fairytopia                                         |
| 6  | 2005   | 芭比與魔幻飛馬之旅 Barbie and the Magic of Pegasus                       |
| 7  | 2006   | 芭比之夢幻仙境 美人魚芭比 Barbie Fairytopia: Mermaidia                   |
| 8  | 2006   | 芭比之奇幻日記 The Barbie Diaries                                        |
| 9  | 2006   | 芭比之十二芭蕾舞公主 Barbie in The 12 Dancing Princesses                 |
| 10 | 2007   | 芭比夢幻仙境之魔法彩虹 Barbie Fairytopia: Magic of the Rainbow           |
| 11 | 2007   | 芭比之森林公主 Barbie as The Island Princess                             |
| 12 | 2008   | 蝴蝶仙子芭比 Barbie Mariposa                                             |
| 13 | 2008   | 芭比之鑽石城堡 Barbie & The Diamond Castle                               |
| 14 | 2008   | 芭比之聖誕歡歌 Barbie in A Christmas Carol                               |
| 15 | 2009   | 芭比呈獻花仙子 Barbie Presents: Thumbelina                               |
| 16 | 2009   | 芭比公主三劍客 Barbie and The Three Musketeers                           |
| 17 | 2010   | 芭比之美人魚歷險記 Barbie in A Mermaid Tale                              |
| 18 | 2010   | 芭比之時尚奇蹟 Barbie: A Fashion Fairytale                               |
| 19 | 2011   | 芭比之仙子的秘密 Barbie: A Fairy Secret                                  |
| 20 | 2011   | 芭比公主魅力學園 Barbie: Princess Charm School                           |
| 21 | 2011   | 芭比的完美聖誕 Barbie: A Perfect Christmas                               |
| 22 | 2012   | 芭比之美人魚歷險記2 Barbie in A Mermaid Tale 2                           |
| 23 | 2012   | 芭比明星公主 Barbie: The Princess & the Popstar                          |
| 24 | 2013   | 芭比的粉紅舞鞋 Barbie in The Pink Shoes                                  |
| 25 | 2013   | 芭比之蝴蝶仙子和精靈公主 Barbie: Mariposa & the Fairy Princess           |
| 26 | 2013   | 芭比姐妹與小馬 Barbie & Her Sisters in A Pony Tale                       |
| 27 | 2014   | 芭比之珍珠公主 Barbie: The Pearl Princess                                |
| 28 | 2014   | 芭比和神秘之門 Barbie and The Secret Door                                |
| 29 | 2015   | 芭比之魔法公主 Barbie in Princess Power                                  |
| 30 | 2015   | 芭比之搖滾公主訓練營 Barbie in Rock 'N Royals                            |
| 31 | 2015   | 芭比姐妹的奇幻大冒險 Barbie & Her Sisters in The Great Puppy Adventure   |
| 32 | 2016   | 芭比之特務小組 Barbie: Spy Squad                                         |
| 33 | 2016   | 芭比星際大冒險 Barbie: Star Light Adventure                              |
| 34 | 2016   | 芭比之狗狗奇遇記 Barbie & Her Sisters in A Puppy Chase                   |
| 35 | 2017   | 芭比電玩英雄 Barbie: Video Game Hero                                     |
| 36 | 2017   | 芭比之海豚魔法奇遇記 Barbie: Dolphin Magic                               |
| 37 | 2020   | 芭比公主歷險記 Barbie Princess Adventure                                 |
| 38 | 2021   | 芭比與小凱莉：消失的生日 Barbie & Chelsea: The Lost Birthday             |
| 39 | 2021   | 芭比之都會夢想曲 Barbie: Big City, Big Dreams                            |
| 40 | 2022   | 芭比之美人魚力量 Barbie: Mermaid Power                                   |
| 41 | 2022   | 芭比：公路大冒險 Barbie: Epic Road Trip                                  |
| 42 | 2023   | 芭比與思佩的保姆大冒險 Barbie: Skipper and the Big Babysitting Adventure |
| 43 | 2024   | 芭比與思倩：救援大冒險 Barbie and Stacie to the Rescue                   |

## 東森幼幼台
| 播放片名                                     | 播放日期                              |
| -------------------------------------------- | ------------------------------------- |
| 芭比之完美聖誕                               | 2014年12月21日(日) 上午8:00           |
| 芭比之美人魚歷險記2                          | 2015年2月19日(四) 上午8:00            |
| 芭比之仙子的秘密                             | 2015年4月4日(六) 下午1:30             |
| 芭比之時尚奇蹟                               | 2015年4月11日(六) 下午1:30            |
| 芭比之美人魚歷險記                           | 2015年4月25日(六) 下午1:30            |
| 芭比之明星公主                               | 2015年5月9日(六) 下午1:30             |
| 芭比的粉紅舞鞋                               | 2015年5月16日(六) 下午1:30            |
| 芭比之時尚奇蹟                               | 2015年5月28日(六) 下午1:30            |
| 芭比的粉紅舞鞋                               | 2015年9月25日(五) 晚上9:30            |
| 芭比之蝴蝶仙子與精靈公主（獨家首播）         | 2015年10月9日(五) 晚上9:30            |
| 「聖誕芭比電影院」花仙子芭比                 | 2015年12月4日(五) 晚上9:30            |
| 「聖誕芭比電影院」芭比姊妹與小馬（獨家首播） | 2015年12月11日(五) 晚上9:30           |
| 「聖誕芭比電影院」芭比之聖誕歡歌             | 2015年12月18日(五) 晚上9:30           |
| 「聖誕芭比電影院」芭比之完美聖誕             | 2015年12月25日(五) 晚上9:30           |
| 「閃亮芭比電影院」芭比公主三劍客             | 2016年2月7日(日) 下午2:30             |
| 「閃亮芭比電影院」芭比的粉紅舞鞋             | 2016年2月8日(一) 下午2:30             |
| 「閃亮芭比電影院」芭比之明星公主             | 2016年2月9日(二) 下午2:30             |
| 「閃亮芭比電影院」芭比之時尚奇蹟             | 2016年2月10日(三) 下午2:30            |
| 「閃亮芭比電影院」芭比公主魅力學園           | 2016年2月11日(四) 下午2:30            |
| 「閃亮芭比電影院」芭比之蝴蝶仙子與精靈公主   | 2016年2月12日(五) 下午2:30            |
| 芭比之仙子的秘密                             | 2016年2月29日(一) 早上8:00            |
| 芭比公主魅力學園                             | 2017年1月30日(一) 下午3:30            |
| 芭比之搖滾公主訓練營（獨家首播）             | 2018年10月21日(日) 下午3:30           |
| 芭比和神秘之門（獨家首播）                   | 2018年10月28日(日) 下午3:30           |
| 芭比之珍珠公主（獨家首播）                   | 2018年11月4日(日) 下午3:30            |
| 芭比的粉紅舞鞋                               | 2018年12月2日(日) 下午3:30            |
| 芭比之特務小組                               | 2018年12月9日(日) 下午3:30            |
| 芭比之狗狗奇遇記（獨家首播）                 | 2018年12月16日(日) 下午3:30           |
| 芭比之美人魚歷險記                           | 2018年12月25日(日) 下午3:30           |
| 芭比之公主力量                               | 2019年2月2日(六)至2月3日(日) 下午2:00 |
| 芭比大電影追夢高手                           | 2019年11月17日(日) 晚上9:00           |
| 芭比與魔法海豚                               | 2019年11月24日(日) 晚上9:00           |
| 芭比之美人魚歷險記2（獨家播出）              | 2020年1月3日(日)下午2:00              |
| 芭比和神祕之門                               | 2020年1月27日(一) 晚上10:00           |
| 芭比追夢高手                                 | 2020年1月28日(二) 晚上9:45            |
| 芭比與魔法海豚                               | 2020年1月29日(三) 晚上10:00           |
| 芭比公主三劍客（獨家播出）                   | 2020年12月20日(日) 下午2:00           |
| 芭比追夢高手（獨家播出）                     | 2021年1月17日(日) 下午2:00            |
| 芭比的奇幻冒險（獨家播出）                   | 2021年2月21日(日) 下午3:30            |
| 芭比之美夢成真（獨家播出）                   | 2021年4月4日(日) 下午2:00             |
| 芭比之生日探險                               | 2021年10月11日(一) 下午2:00           |
| 芭比之美人魚歷險記                           | 2022年1月24日(日) 下午3:00            |
| 芭比之城市夢想家                             | 2022年2月12日(六) 下午2:45            |
| 芭比之生日探險                               | 2022年2月13日(日) 下午2:30            |